# Guillermo de Forz
Guillermo de Forz, también Guillaume de Forz (Latín medieval: Willelmus de Fortibus, Fors, c. 1155-c. 1194), fue un caballero francés y cruzado convertido en noble de la órbita anglonormanda. Señor de Fors (Deux-Sèvres) y conde de Aumale iure uxoris por su matrimonio con Hawise Adelaide d'Aumâle, segunda condesa de Albemarle (c. 1159-11 de marzo de 1214), hija de Guillermo de Aumale, así como importantes propiedades en Holderness, Lincolnshire y Cumberland. Benefactor del priorato de Pontefract. Uno de los capitanes de Ricardo I de Inglaterra, a quien acompañó en la Tercera Cruzada y a Jerusalén.
La relación entre Hawise y Guillermo fue una sugerencia (aunque forzada) por el rey Ricardo, aunque breve ya que ocupaba todo su tiempo en campañas militares en el exterior. Falleció en una de sus visitas a Normandía. Tras su muerte Felipe II de Francia tomó el control de Aumale, privando así a Hawise de sus posesiones continentales, pero ella continuó llamándose condesa de Aumale y su hijo después de su muerte usó también el título de conde.

## Herencia
De su relación con Hawise, nació Guillermo II de Forz, uno de los garantes de la Carta Magna.